# Montacuta phascolionis
Montacuta phascolionis is een tweekleppigensoort uit de familie van de Montacutidae. De wetenschappelijke naam van de soort is voor het eerst geldig gepubliceerd in 1925 door Dautzenberg & Fischer H..